# Grand Prix Hiszpanii 2020
Grand Prix Hiszpanii 2020, oficjalnie Formula 1 Aramco Gran Premio de España 2020 – szósta runda Mistrzostw Świata Formuły 1 w sezonie 2020. Grand Prix odbyło się w dniach 14–16 sierpnia 2020 na torze Circuit de Barcelona-Catalunya w Montmeló. Wyścig po starcie z pole position wygrał Lewis Hamilton (Mercedes), a na podium stanęli kolejno Max Verstappen (Red Bull) i Valtteri Bottas (Mercedes).

## Tło
Pierwotny kalendarz Formuły 1 na sezon 2020 zakładał organizację 22 eliminacji, w tym wyścigu o Grand Prix Hiszpanii 10 maja. Jednakże w związku z pandemią COVID-19 znacznie przeprojektowano kalendarz. Zmiany objęły między innymi przesunięcie Grand Prix Hiszpanii na 16 sierpnia.
Roy Nissany zadebiutował w weekendzie Formuły 1. W pierwszym treningu zastąpił Georga Russella.
Sergio Pérez uzyskał negatywny wynik testu na SARS-CoV-2 przez co wrócił na GP Hiszpanii po tym jak nie wystąpił przez dwa wyścigi i zastępował go Nico Hülkenberg.

## Lista startowa
Na niebieskim tle kierowcy biorący udział jedynie w piątkowych treningach.
| Nr          | Kierowca           | Zespół                        | Samochód                           | Silnik                      | Opony |
| ----------- | ------------------ | ----------------------------- | ---------------------------------- | --------------------------- | ----- |
| 3           | Daniel Ricciardo   | Renault DP World F1 Team      | Renault R.S.20                     | Renault E-Tech 20 1,6 V6T   | P     |
| 4           | Lando Norris       | McLaren F1 Team               | McLaren MCL35                      | Renault E-Tech 20 1,6 V6T   | P     |
| 5           | Sebastian Vettel   | Scuderia Ferrari              | Ferrari SF1000                     | Ferrari 065 1,6 V6T         | P     |
| 6           | Nicholas Latifi    | Williams Racing               | Williams FW43                      | Mercedes-AMG F1 M11 1,6 V6T | P     |
| 7           | Kimi Räikkönen     | Alfa Romeo Racing ORLEN       | Alfa Romeo C39                     | Ferrari 065 1,6 V6T         | P     |
| 8           | Romain Grosjean    | Haas F1 Team                  | Haas VF-20                         | Ferrari 065 1,6 V6T         | P     |
| 10          | Pierre Gasly       | Scuderia AlphaTauri Honda     | AlphaTauri AT01                    | Honda RA620H 1,6 V6T        | P     |
| 11          | Sergio Pérez       | BWT Racing Point F1 Team      | Racing Point RP20                  | BWT Mercedes 1,6 V6T        | P     |
| 16          | Charles Leclerc    | Scuderia Ferrari              | Ferrari SF1000                     | Ferrari 065 1,6 V6T         | P     |
| 18          | Lance Stroll       | BWT Racing Point F1 Team      | Racing Point RP20                  | BWT Mercedes 1,6 V6T        | P     |
| 20          | Kevin Magnussen    | Haas F1 Team                  | Haas VF-20                         | Ferrari 065 1,6 V6T         | P     |
| 23          | Alexander Albon    | Aston Martin Red Bull Racing  | Red Bull RB16                      | Honda RA620H 1,6 V6T        | P     |
| 26          | Daniił Kwiat       | Scuderia AlphaTauri Honda     | AlphaTauri AT01                    | Honda RA620H 1,6 V6T        | P     |
| 31          | Esteban Ocon       | Renault DP World F1 Team      | Renault R.S.20                     | Renault E-Tech 20 1,6 V6T   | P     |
| 33          | Max Verstappen     | Aston Martin Red Bull Racing  | Red Bull RB16                      | Honda RA620H 1,6 V6T        | P     |
| 40          | Roy Nissany        | Williams Racing               | Williams FW43                      | Mercedes-AMG F1 M11 1,6 V6T | P     |
| 44          | Lewis Hamilton     | Mercedes-AMG Petronas F1 Team | Mercedes-AMG F1 W11 EQ Performance | Mercedes-AMG F1 M11 1,6 V6T | P     |
| 55          | Carlos Sainz Jr.   | McLaren F1 Team               | McLaren MCL35                      | Renault E-Tech 20 1,6 V6T   | P     |
| 63          | George Russell     | Williams Racing               | Williams FW43                      | Mercedes-AMG F1 M11 1,6 V6T | P     |
| 77          | Valtteri Bottas    | Mercedes-AMG Petronas F1 Team | Mercedes-AMG F1 W11 EQ Performance | Mercedes-AMG F1 M11 1,6 V6T | P     |
| 99          | Antonio Giovinazzi | Alfa Romeo Racing ORLEN       | Alfa Romeo C39                     | Ferrari 065 1,6 V6T         | P     |
| Źródło: FIA |                    |                               |                                    |                             |       |

## Wyniki

### Zwycięzcy sesji treningowych
| Sesja       | Nr | Kierowca        | Konstruktor | Czas     | Okr. |
| ----------- | -- | --------------- | ----------- | -------- | ---- |
| 1           | 77 | Valtteri Bottas | Mercedes    | 1:16,785 | 33   |
| 2           | 44 | Lewis Hamilton  | Mercedes    | 1:16,883 | 37   |
| 3           | 44 | Lewis Hamilton  | Mercedes    | 1:17,222 | 12   |
| Źródło: FIA |    |                 |             |          |      |

### Kwalifikacje
| P                    | Nr | Kierowca           | Konstruktor               | Czasy w kwalifikacjach | Czasy w kwalifikacjach | Czasy w kwalifikacjach | Poz. s. |
| P                    | Nr | Kierowca           | Konstruktor               | Q1                     | Q2                     | Q3                     | Poz. s. |
| -------------------- | -- | ------------------ | ------------------------- | ---------------------- | ---------------------- | ---------------------- | ------- |
| 1                    | 44 | Lewis Hamilton     | Mercedes                  | 1:16,872               | 1:16,013               | 1:15,584               | 1       |
| 2                    | 77 | Valtteri Bottas    | Mercedes                  | 1:17,243               | 1:16,152               | 1:15,643               | 2       |
| 3                    | 33 | Max Verstappen     | Red Bull Racing-Honda     | 1:17,213               | 1:16,518               | 1:16,292               | 3       |
| 4                    | 11 | Sergio Pérez       | Racing Point-BWT Mercedes | 1:17,117               | 1:16,936               | 1:16,482               | 4       |
| 5                    | 18 | Lance Stroll       | Racing Point-BWT Mercedes | 1:17,316               | 1:16,666               | 1:16,589               | 5       |
| 6                    | 23 | Alexander Albon    | Red Bull Racing-Honda     | 1:17,419               | 1:17,163               | 1:17,029               | 6       |
| 7                    | 55 | Carlos Sainz Jr.   | McLaren-Renault           | 1:17,438               | 1:16,876               | 1:17,044               | 7       |
| 8                    | 4  | Lando Norris       | McLaren-Renault           | 1:17,577               | 1:17,166               | 1:17,084               | 8       |
| 9                    | 16 | Charles Leclerc    | Ferrari                   | 1:17,256               | 1:16,953               | 1:17,087               | 9       |
| 10                   | 10 | Pierre Gasly       | AlphaTauri-Honda          | 1:17,356               | 1:16,800               | 1:17,136               | 10      |
| 11                   | 5  | Sebastian Vettel   | Ferrari                   | 1:17,573               | 1:17,168               |                        | 11      |
| 12                   | 26 | Daniił Kwiat       | AlphaTauri-Honda          | 1:17,676               | 1:17,192               |                        | 12      |
| 13                   | 3  | Daniel Ricciardo   | Renault                   | 1:17,667               | 1:17,198               |                        | 13      |
| 14                   | 7  | Kimi Räikkönen     | Alfa Romeo-Ferrari        | 1:17,797               | 1:17,386               |                        | 14      |
| 15                   | 31 | Esteban Ocon       | Renault                   | 1:17,765               | 1:17,567               |                        | 15      |
| 16                   | 20 | Kevin Magnussen    | Haas-Ferrari              | 1:17,908               |                        |                        | 16      |
| 17                   | 8  | Romain Grosjean    | Haas-Ferrari              | 1:18,089               |                        |                        | 17      |
| 18                   | 63 | George Russell     | Williams-Mercedes         | 1:18,099               |                        |                        | 18      |
| 19                   | 6  | Nicholas Latifi    | Williams-Mercedes         | 1:18,532               |                        |                        | 19      |
| 20                   | 99 | Antonio Giovinazzi | Alfa Romeo-Ferrari        | 1:18,697               |                        |                        | 20      |
| 107% czasu: 1:22,253 |    |                    |                           |                        |                        |                        |         |
| Źródło: FIA          |    |                    |                           |                        |                        |                        |         |

### Wyścig
| P           | Nr | Kierowca           | Konstruktor               | Okr. | Czas           | Start | +/–       | Punkty |
| ----------- | -- | ------------------ | ------------------------- | ---- | -------------- | ----- | --------- | ------ |
| 1           | 44 | Lewis Hamilton     | Mercedes                  | 66   | 1:31:45,279    | 1     | Bez zmian | 25     |
| 2           | 33 | Max Verstappen     | Red Bull Racing-Honda     | 66   | +24,177        | 3     | 1         | 18     |
| 3           | 77 | Valtteri Bottas    | Mercedes                  | 66   | +44,752        | 2     | 1         | 15+1   |
| 4           | 18 | Lance Stroll       | Racing Point-BWT Mercedes | 65   | +1 okrążenie   | 5     | 1         | 12     |
| 5           | 11 | Sergio Pérez       | Racing Point-BWT Mercedes | 65   | +1 okrążenie   | 4     | 1         | 10     |
| 6           | 55 | Carlos Sainz Jr.   | McLaren-Renault           | 65   | +1 okrążenie   | 7     | 1         | 8      |
| 7           | 5  | Sebastian Vettel   | Ferrari                   | 65   | +1 okrążenie   | 11    | 4         | 6      |
| 8           | 23 | Alexander Albon    | Red Bull Racing-Honda     | 65   | +1 okrążenie   | 6     | 2         | 4      |
| 9           | 10 | Pierre Gasly       | AlphaTauri-Honda          | 65   | +1 okrążenie   | 10    | 1         | 2      |
| 10          | 4  | Lando Norris       | McLaren-Renault           | 65   | +1 okrążenie   | 8     | 2         | 1      |
| 11          | 3  | Daniel Ricciardo   | Renault                   | 65   | +1 okrążenie   | 13    | 2         |        |
| 12          | 26 | Daniił Kwiat       | AlphaTauri-Honda          | 65   | +1 okrążenie   | 12    | Bez zmian |        |
| 13          | 31 | Esteban Ocon       | Renault                   | 65   | +1 okrążenie   | 15    | 2         |        |
| 14          | 7  | Kimi Räikkönen     | Alfa Romeo-Ferrari        | 65   | +1 okrążenie   | 14    | Bez zmian |        |
| 15          | 20 | Kevin Magnussen    | Haas-Ferrari              | 65   | +1 okrążenie   | 16    | 1         |        |
| 16          | 99 | Antonio Giovinazzi | Alfa Romeo-Ferrari        | 65   | +1 okrążenie   | 20    | 4         |        |
| 17          | 63 | George Russell     | Williams-Mercedes         | 65   | +1 okrążenie   | 18    | 1         |        |
| 18          | 6  | Nicholas Latifi    | Williams-Mercedes         | 64   | +2 okrążenia   | 19    | 1         |        |
| 19          | 8  | Romain Grosjean    | Haas-Ferrari              | 64   | +2 okrążenia   | 17    | 2         |        |
| NS          | 16 | Charles Leclerc    | Ferrari                   | 38   | NU (elektryka) | 9     |           |        |
| Źródło: FIA |    |                    |                           |      |                |       |           |        |

Uwagi
1. ↑  Dodatkowy 1 punkt jest przyznawany kierowcy, który ustanowił najszybsze okrążenie w wyścigu, pod warunkiem, że ukończył wyścig w pierwszej 10.
2. ↑  Sergio Pérez ukończył wyścig na czwartym miejscu, ale otrzymał karę 5 sekund doliczonych do uzyskanego czasu za ignorowanie niebieskich flag[12].
3. ↑  Daniił Kwiat otrzymał karę 5 sekund doliczonych do uzyskanego czasu za ignorowanie niebieskich flag, ale nie wpłynęło to na jego pozycję końcową[13].

### Najszybsze okrążenie
| Nr          | Kierowca        | Konstruktor | Czas     | Okr. |
| ----------- | --------------- | ----------- | -------- | ---- |
| 77          | Valtteri Bottas | Mercedes    | 1:18,183 | 66   |
| Źródło: FIA |                 |             |          |      |

### Prowadzenie w wyścigu
| Nr                              | Kierowca       | Konstruktor | Okrążenia | Suma |
| ------------------------------- | -------------- | ----------- | --------- | ---- |
| 44                              | Lewis Hamilton | Mercedes    | 1–66      | 66   |
| \| Wykres \| \| ------ \| \| \| |                |             |           |      |
| Źródło: FIA                     |                |             |           |      |
| Wykres                          |                |             |           |      |
|                                 |                |             |           |      |

## Klasyfikacja po wyścigu

### Kierowcy
Źródło: FIA
| P  | +/− | Kierowca           | Starty | Punkty | P1 | P2 | P3 | PP | NO | NS |
| -- | --- | ------------------ | ------ | ------ | -- | -- | -- | -- | -- | -- |
| 1  | 0   | Lewis Hamilton     | 6      | 132    | 4  | 1  | –  | 4  | 2  | –  |
| 2  | 0   | Max Verstappen     | 6      | 95     | 1  | 3  | 1  | –  | 1  | 1  |
| 3  | 0   | Valtteri Bottas    | 6      | 89     | 1  | 1  | 3  | 2  | 1  | –  |
| 4  | 0   | Charles Leclerc    | 6      | 45     | –  | 1  | 1  | –  | –  | 2  |
| 5  | +2  | Lance Stroll       | 6      | 40     | –  | –  | –  | –  | –  | 1  |
| 6  | 0   | Alexander Albon    | 6      | 40     | –  | –  | –  | –  | –  | –  |
| 7  | −2  | Lando Norris       | 6      | 39     | –  | –  | 1  | –  | 1  | –  |
| 8  | 0   | Sergio Pérez       | 4      | 32     | –  | –  | –  | –  | –  | –  |
| 9  | +2  | Carlos Sainz Jr.   | 6      | 23     | –  | –  | –  | –  | 1  | –  |
| 10 | −1  | Daniel Ricciardo   | 6      | 20     | –  | –  | –  | –  | –  | 1  |
| 11 | −1  | Esteban Ocon       | 6      | 16     | –  | –  | –  | –  | –  | 1  |
| 12 | +1  | Sebastian Vettel   | 6      | 16     | –  | –  | –  | –  | –  | 1  |
| 13 | −1  | Pierre Gasly       | 6      | 14     | –  | –  | –  | –  | –  | 1  |
| 14 | 0   | Nico Hülkenberg    | 2      | 6      | –  | –  | –  | –  | –  | 1  |
| 15 | 0   | Antonio Giovinazzi | 6      | 2      | –  | –  | –  | –  | –  | –  |
| 16 | 0   | Daniił Kwiat       | 6      | 2      | –  | –  | –  | –  | –  | 1  |
| 17 | 0   | Kevin Magnussen    | 6      | 1      | –  | –  | –  | –  | –  | 3  |
| 18 | 0   | Kimi Räikkönen     | 6      | 0      | –  | –  | –  | –  | –  | 1  |
| 19 | 0   | Nicholas Latifi    | 6      | 0      | –  | –  | –  | –  | –  | –  |
| 20 | 0   | George Russell     | 6      | 0      | –  | –  | –  | –  | –  | 1  |
| 21 | 0   | Romain Grosjean    | 6      | 0      | –  | –  | –  | –  | –  | 1  |
| P  | +/− | Kierowca           | Starty | Punkty | P1 | P2 | P3 | PP | NO | NS |

### Konstruktorzy
Źródło: FIA
| P  | +/− | Konstruktor               | Starty | Punkty | P1 | P2 | P3 | PP | NO | NS |
| -- | --- | ------------------------- | ------ | ------ | -- | -- | -- | -- | -- | -- |
| 1  | 0   | Mercedes                  | 12     | 221    | 5  | 2  | 3  | 6  | 3  | –  |
| 2  | 0   | Red Bull Racing-Honda     | 12     | 135    | 1  | 3  | 1  | –  | 1  | 1  |
| 3  | +2  | Racing Point-BWT Mercedes | 12     | 63     | –  | –  | –  | –  | –  | 2  |
| 4  | 0   | McLaren-Renault           | 12     | 62     | –  | –  | 1  | –  | 2  | –  |
| 5  | −2  | Ferrari                   | 12     | 61     | –  | 1  | 1  | –  | –  | 3  |
| 6  | 0   | Renault                   | 12     | 36     | –  | –  | –  | –  | –  | 2  |
| 7  | 0   | Scuderia AlphaTauri-Honda | 12     | 16     | –  | –  | –  | –  | –  | 2  |
| 8  | 0   | Alfa Romeo Racing-Ferrari | 12     | 2      | –  | –  | –  | –  | –  | 1  |
| 9  | 0   | Haas-Ferrari              | 12     | 1      | –  | –  | –  | –  | –  | 4  |
| 10 | 0   | Williams-Mercedes         | 12     | 0      | –  | –  | –  | –  | –  | 1  |
| P  | +/− | Konstruktor               | Starty | Punkty | P1 | P2 | P3 | PP | NO | NS |